# ميغيل فوينتيس
ميغيل فوينتيس (بالإنجليزية: Miguel Fuentes)‏ هو لاعب كرة قاعدة أمريكي، ولد في 10 مايو 1946 في Loíza, Puerto Rico ‏ في الولايات المتحدة، وتوفي في 29 يناير 1970.

## روابط خارجية
- ميغيل فوينتيس على موقعبيزبول رفرنس.كوم (الدوري الرئيسي) (الإنجليزية)
- ميغيل فوينتيس على موقعبيزبول رفرنس.كوم (الدوري الثانوي) (الإنجليزية)